# Tobe Leysen
Tobe Leysen (Geel, 9 maart 2002) is een Belgisch voetballer die als doelman speelt. Hij stroomde in het seizoen 2019/20 door vanuit de jeugd naar de A-kern van KRC Genk. Sinds augustus 2023 speelt hij voor OH Leuven.

## Carrière

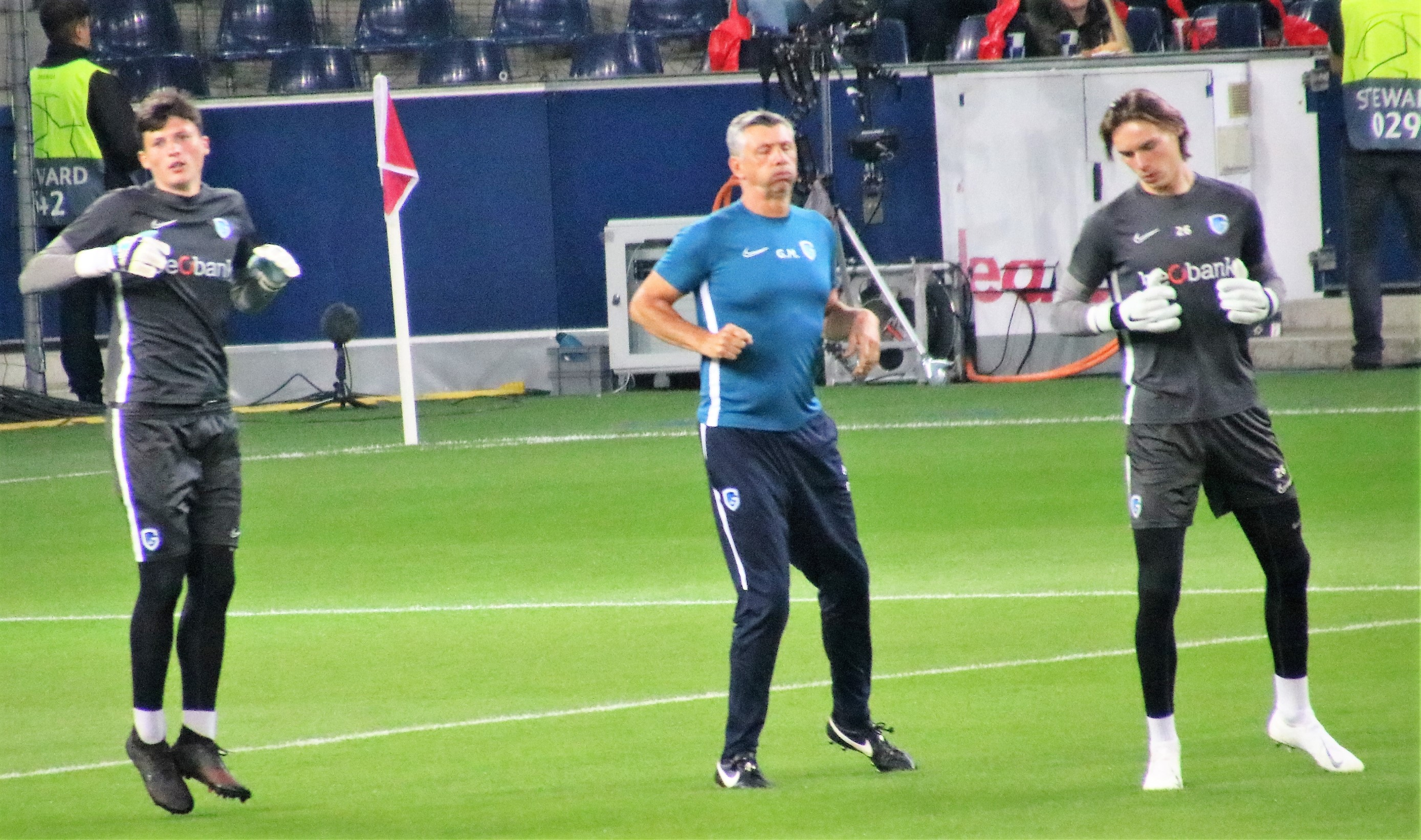
Leysen (links) voor aanvang van de wedstrijd tegen Red Bull Salzburg.

Leysen zette zijn eerste voetbalstappen bij SAV Sinte-Dymphna Geel waar hij 3 jaar actief was vooraleer hij de overstap mocht maken naar de jeugdwerking van profclub KVC Westerlo. Na 5 seizoenen actief geweest te zijn bij de Kempense club maakte Leysen de overstap naar de jeugd van KRC Genk. In het seizoen 2018/19 mocht hij hier onder hoofdcoach Philippe Clement voor het eerst meetrainen met het eerste elftal. Aan het begin van het seizoen 2019/20 werd Leysen definitief opgenomen in de A-kern om er in de rol van derde doelman te fungeren achter Gaëtan Coucke en Maarten Vandevoordt, dit nadat de vaste eerste doelman, Danny Vukovic, een zware blessure had opgelopen. Ook het daaropvolgende seizoen startte Leysen als derde doelman bij Genk, ditmaal achter Vukovic en Vandevoordt. Nadat in maart 2021 Vukovic bekend maakte dat hij zijn contract bij Genk liet ontbinden om terug te kunnen keren naar zijn thuisland maakte technisch directeur Dimitri de Condé bekend dat Leysen een plek zal opschuiven in de rangorde om de rol van tweede doelman op te nemen achter eerste doelman Maarten Vandevoordt. Op 27 oktober 2021 maakte Leysen zijn officieel debuut in het eerste elftal van Genk.

## Clubstatistieken
| Seizoen         | Club            | Land            | Competitie      | Competitie | Competitie | Beker | Beker | Supercup | Supercup | Europees | Europees | Totaal | Totaal |
| Seizoen         | Club            | Land            | Competitie      | Wed.       | Dlp.       | Wed.  | Dlp.  | Wed.     | Dlp.     | Wed.     | Dlp.     | Wed.   | Dlp.   |
| --------------- | --------------- | --------------- | --------------- | ---------- | ---------- | ----- | ----- | -------- | -------- | -------- | -------- | ------ | ------ |
| 2021/22         | KRC Genk        | Vlag van België | Eerste klasse A | 2          | 0          | 2     | 0     | 0        | 0        | 0        | 0        | 4      | 0      |
| 2022/23         | Jong Genk       | Vlag van België | Eerste klasse B | 21         | 0          | 0     | 0     | —        | —        | —        | —        | 21     | 0      |
| 2023/24         | OH Leuven       | Vlag van België | Eerste klasse A | 23         | 0          | 3     | 0     | —        | —        | —        | —        | 26     | 0      |
| 2024/25         | OH Leuven       | Vlag van België | Eerste klasse A | 8          | 0          | 0     | 0     | —        | —        | —        | —        | 8      | 0      |
| Carrière totaal | Carrière totaal | Carrière totaal | Carrière totaal | 54         | 0          | 5     | 0     | 0        | 0        | 0        | 0        | 59     | 0      |

Bijgewerkt op 25 september 2024.

## Interlandcarrière
Als jeugdinternational voor het Belgisch voetbalelftal doorliep Leysen de verschillende jeugdelftallen. In september 2019 werd hij opgeroepen voor de U18 onder leiding van bondscoach Wesley Sonck. Leysen stond in het doel in de interlands tegen Tsjechië en Georgië.

## Palmares
| Beker van België | 1 | 2020/21 |

## Trivia
Leysen heeft een jongere broer, Fedde Leysen, die ook profvoetballer is. Fedde Leysen speelt op de positie van centrale verdediger voor Union Sint-Gillis.